# タイワンザル
タイワンザル (台湾猿、学名：Macaca cyclopis) は、哺乳綱霊長目オナガザル科マカク属に分類されるサル。

## 分布
台湾。日本（伊豆大島など）に移入。

## 形態
頭胴長（体長）オス40 - 55センチメートル、メス36 - 50センチメートル。尾長26 - 45センチメートル。体重オス6キログラム、メス4.9キログラム。全身は灰褐色。四肢は黒い。

## 分類
種小名cyclopisはギリシャ神話に登場する巨人キュクロープスに由来する。

## 生態
標高100 - 3,600メートルにある広葉樹林・針葉樹との混交林・竹林・草原などに生息する。沿岸部で発見されることもあり以前は海岸付近にも生息していたと考えられているが、人間の活動により主な生息地は内陸の山地に限られる。英名rockは記載者が洞窟や岩陰に生息すると報告したことに由来する。地表でも樹上でも活動する。昼行性。0.6 - 2平方キロメートルの行動圏内で生活する。1頭から複数頭のオスとその幼獣からなる、数頭から数百頭の群れを形成して生活する。
果実、種子、芽、葉、昆虫などを食べる。
繁殖様式は胎生。11月から翌1月に交尾を行う。妊娠期間は約165日。4 - 6月に1回に1頭の幼獣を産む。

## 人間との関係
生息地では食用とされることもある。
サツマイモ、ラッカセイなどを食害する害獣とみなされることもある。移入先の伊豆大島ではツバキを食害する害獣とみなされる。
以前は開発による生息地の破壊、食用や薬用・ペット用・実験動物としての狩猟や捕獲などにより、生息数は減少していると考えられていた。近年は増加傾向にあるとする報告もある。2020年の時点では低地では生息地が破壊され感染症の伝播や人間との影響が懸念されているものの、生息数は安定もしくは増加傾向にあると考えられている。1977年に、霊長目単位でワシントン条約附属書IIに掲載されている。
日本では1930 - 1940年代に、大島公園の動物園から脱走・遺棄された個体が伊豆大島に定着し、1980年代には島東部に局在していた分布が、1990年代以降には短期間で島全体に拡大した。1952年ごろに台湾から輸入された個体が青森県十和田市にある山林で飼育されており、1971年には上北郡野辺地町（下北半島）郊外に開設された私営の観光施設で放し飼いにされていたが、1975年に経営不振のためこの施設が閉鎖されてからもタイワンザルは飼育され続けており、やがて放獣されていた個体が野辺地町に定着した。1955年ごろに大池遊園から放獣された個体が和歌山県北部に定着した。1998年には和歌山県で、2004年には下北半島で本種とニホンザルの交雑個体が発見され、ニホンザルへの遺伝子汚染が懸念されている。下北半島の移入個体群は2003年11月から捕獲作戦が実行され、2004年1月までに全69頭が捕獲され、その後の踏査や聞き取りでタイワンザルの情報が得られなかったため、生息地からの群れの除去は完全に成功したと判断されている。和歌山県では2002年から駆除が開始され2012年に捕獲された個体を最後に、2013年の時点ではGPSや設置カメラ・未知の個体群の調査・イヌによる追跡調査・地元での聞き取り調査から本種および交雑個体は確認されていない。2017年には和歌山県により、本種の根絶を達成したと公表された。日本では2005年4月に特定外来生物に指定（同年6月施行）され、飼養・保管・運搬・放出・輸入などが規制された。2015年に環境省の生態系被害防止外来種リストにおける総合対策外来種のうち、緊急対策外来種に指定されている。
伊豆大島では2006年度の東京都大島支庁の調査により、約57.5 kmの面積に約3000頭が生息していることが推定されている。伊豆大島にはニホンザルは生息しておらず、また本土から遠く離れた海洋島であるため、島内でニホンザルと交雑する心配はないが、農作物への食害が発生しており、また逸出も懸念されるため、根絶あるいは封じ込めが必要とされ、捕獲駆除が実施されている。また1964年もしくは1965年には、伊豆半島南端近くの大根島（静岡県賀茂郡南伊豆町）にも観光を目的にタイワンザル約30頭が放し飼いにされていた。大根島は本土から約36 mと近い距離にあるため、タイワンザルが海を泳ぐか流されて本土に漂着すれば伊豆半島のニホンザルと交雑することが懸念されていたが、大根島は食物になる植物がほとんど生えておらず、個体数は2001年4月に17頭、2009年12月に7頭と自然減少し続けていた。